# Plasticiteitsleer

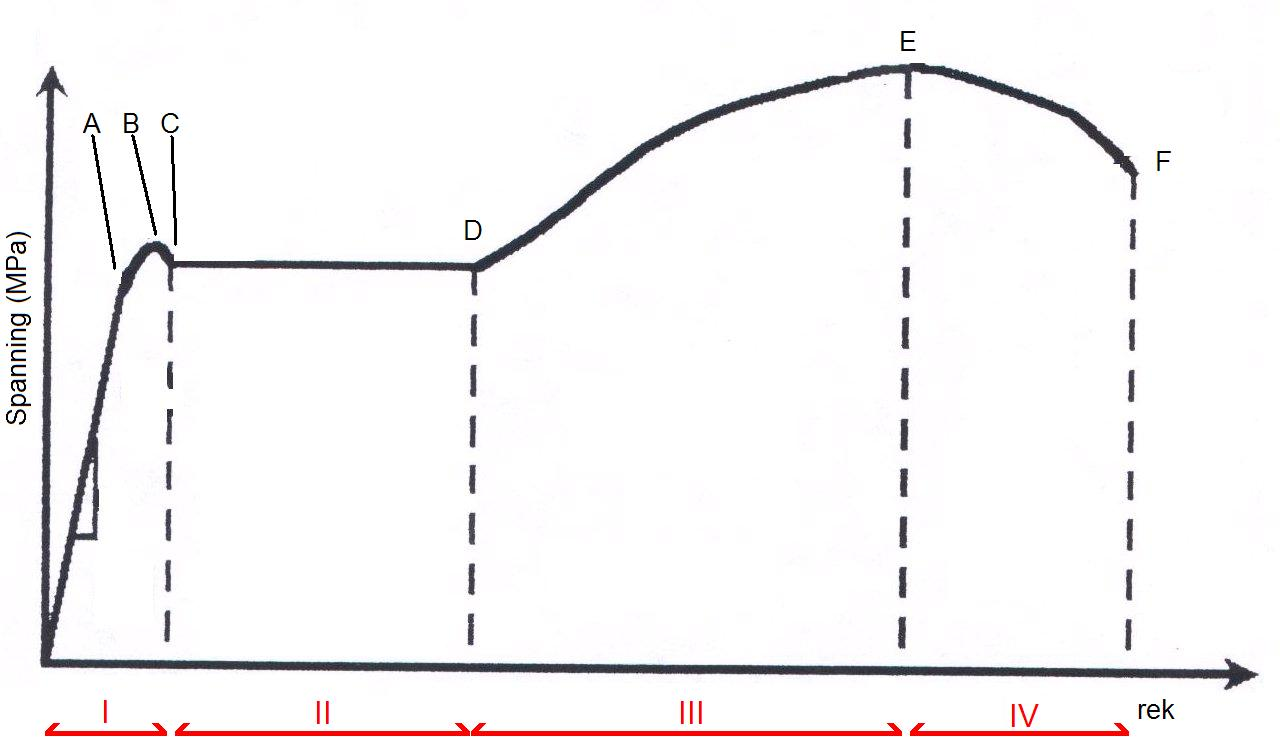
Spanning-rekdiagram van zacht staal

Plasticiteitsleer bestudeert de plastische vervorming van vaste lichamen onder invloed van krachten, anders gezegd de studie van vervormingen die blijven als de uitgeoefende kracht weg is. 
Plastische vervormingen hebben groot technisch belang: walsen, dieptrekken, smeden, extruderen, draadtrekken zijn voorbeelden van plastische vervormingen in de techniek.